# The Other Girl
The Other Girl er en amerikansk stumfilm fra 1917 af Oliver Hardy.

## Medvirkende
- Oliver Hardy som Babe
- Ethel Marie Burton som Ethel
- Florence McLaughlin som Florence